# 僕らの食卓
『僕らの食卓』（ぼくらのしょくたく）は、三田織による日本のボーイズラブ漫画作品。『ルチル』（幻冬舎）にて2016年1月号から2017年3月号まで連載された。
食事と家族と愛をテーマにした本作は、『ちるちるBLアワード』の「2018年度 BESTコミック部門」で3位に選出されている。
2023年4月期にBS-TBS・BS-TBS4Kの「木曜ドラマ23」枠にてテレビドラマ化された。
テレビドラマ化を記念し、『ルチル』2023年5月号より続編「僕らの食卓〜おかわり〜」が連載開始。

## あらすじ
他人と食事をすることが苦手な会社員・穂積豊は、いつものように公園でひとり、昼食を食べようとしていたところ、自作の爆弾おにぎりに興味を持ってくれた4歳の男の子・上田種とその兄・上田穣と出会う。
後日、穣の「おにぎりの作り方を教えてやってください」という願いを快諾したことで、豊は兄弟二人と縁を結び、本当の家族のように食卓を囲み、苦手だった他人との食事を楽しむようになる。

## 登場人物
原作の後書きにより、豊と穣のことは「豊穣コンビ」ともいう。
穂積 豊（ほづみ ゆたか）
茶髪で眼鏡、23歳の会社員。いつも爆弾おにぎりを作って公園で一人でご飯を食べる。4歳のときに実の両親が他界、幼少期のトラウマで人と一緒に食事をするのが苦手。喫煙者だったが、穣と種と出会ってから禁煙した。
上田 穣（うえだ みのる）
金髪で片耳ピアス、ラーメン店でバイトする休学中の大学生。23歳。陶芸教室を開く父と弟の3人暮らし。見た目がちょっと怖いが家族思いでいい兄。母を亡くし、それから弟の面倒ばかりの生活に。料理下手だが唯一上手いのはうどん。付けているピアスは母のもの。
上田 種（うえだ たね）
穣の弟。4歳。美味しいおにぎりをくれた豊に懐く。豊のことを「ゆかた」と呼ぶ。絵を描くことが好き。

## 書誌情報
- 三田織『僕らの食卓』 幻冬舎〈バーズコミックス ルチルコレクション〉、2017年1月24日発売[3]、ISBN 978-4-344-83863-5
- 三田織 『僕らの食卓 〜おかわり〜』 幻冬舎コミックス〈バーズコミックス〉、既刊2巻（2025年6月24日現在）
  1. 2024年4月24日発売[7]、ISBN 978-4-344-85404-8
  2. 2025年6月24日発売[8]、ISBN 978-4-344-85602-8

## テレビドラマ
2023年4月6日から6月8日まで、BS-TBS・BS-TBS4Kの「木曜ドラマ23」枠にて放送された。主演は犬飼貴丈と飯島寛騎。全10話。
本ドラマは徳島県美馬市でロケが行われており、穣・種兄弟が暮らす上田宅は美馬市の、とある売り家がセットとして使用された。
同年6月15日に、スピンオフとなる『僕らの食卓〜僕らの休日〜』（ぼくらのしょくたく ぼくらのきゅうじつ）が同枠にて放送された。本稿ではこのスピンオフについても取り扱う。

### 制作
2021年11月22日に実写ドラマ化を発表。
2022年12月20日、ドラマ公式TwitterとInstagramアカウントが開設され、情報発信を開始。
2023年2月6日、犬飼・飯島・前山くうがのメインキャスト3名が発表された。前山はオーディションによって選出されている。
同年3月26日、撮影地の徳島県美馬市で完成披露試写会が開催された。
同年3月29日、放送直前 制作発表記者会見を実施。
同日に開催された放送直前インスタライブで、ドラマ放送期間中に世界240以上の国と地域の同時配信が発表された。

### キャスト

#### 主要人物
穂積豊（ほづみ ゆたか）〈23〉
演 - 犬飼貴丈（8歳時：小林郁大）
設計事務所「OST設計」の会社員。幼少期のトラウマで人と一緒に食事をするのが苦手。
上田穣（うえだ みのる）〈23〉
演 - 飯島寛騎（幼少期：荒田陽向）
種の兄。ラーメン屋「華力」のアルバイト。見た目がちょっと怖いが、家族思いのいい兄。
上田種（うえだ たね）
演 - 前山くうが（幼児期：詫摩和樹）
穣の弟。天真爛漫。

#### 周辺人物
上田耕司
演 - 原田龍二
穣と種の父。陶芸家。「上田陶芸教室」を開いている。
大畑レイ
演 - 古畑星夏
豊の「OST設計」での同僚。
穂積勇樹
演 - 市川知宏（幼少期：長野蒼大）
豊の義理の兄。幼少期、独占していた両親の愛情が養子の豊に向けられ、嫉妬から豊に辛く当たる。
後藤
演 - てつじ（シャンプーハット）（第2話・第5話・第6話・第8話）
穣のアルバイト先のラーメン屋「華力」の店長。
奈央
演 - 玉田志織（第5話）
穣の元彼女。
上田実花
演 - 長谷川葉生（第5話・第6話・第8話 - 第10話）
穣と種の母。2年前に亡くなっている。

#### ゲスト

##### 第1話
カナ、シオリ、斎藤、山本
演 - 川瀬莉子（第2話 - 第4話・第8話 - 第10話）、松沢真祐美（第2話 - 第5話・第8話 - 第10話）、佐々木伶（第3話 - 第5話・第9話・第10話）、中山慎悟（第4話・第9話・第10話）
「OST設計」での豊の同僚。

##### 第3話
穂積由紀恵
演 - 千賀由紀子（第4話・第6話・第7話・第9話・第10話）
勇樹の母親。
穂積健一
演 - 岩田知幸（第4話・第6話・第7話・第9話・第10話）
勇樹の父親。

##### 第8話
喫茶店の店主
演 - 大島守人
豊と穣が待ち合わせをした「珈琲プランタン」の店主
女性
演 - 友寄由香利、安田ひとみ
公園で抱っこをせがみ駄々をこねる種を放置する穣を見て訝しむ。

##### 第10話
女子高生
演 - 中川琴里、佐藤菜奈子
豊とすれ違い際、卒業すれば会えなくなり、寂しくなると会話する。

### スタッフ
- 原作 - 三田織『僕らの食卓』（幻冬舎コミックス刊）[5]
- 脚本 - 下亜友美[5]、石橋夕帆[5]、飯塚花笑[5]、上村奈帆[5]
- オープニング主題歌 - Beverly「アンダンテに砂時計」（avex trax）[26]
- エンディング主題歌 - 上野⼤樹「遠い国」（cutting edge）[27]
- 監督 - 石橋夕帆[5]、飯塚花笑[5]、上村奈帆[5]
- 制作協力 - 東北新社[5]
- 制作プロダクション - the ROOM[5]
- 制作 - TBSグロウディア[5]
- 製作 - 「僕らの食卓」製作委員会[5]

### 放送日程
| 話数   | 放送日  | 食事                                   | 脚本     | 監督     | 備考                                 |
| ------ | ------- | -------------------------------------- | -------- | -------- | ------------------------------------ |
| 第1話  | 4月06日 | ばくだんおにぎり                       | 下亜友美 | 石橋夕帆 |                                      |
| 第2話  | 4月13日 | 即席卵雑炊（カニカマ入り）             | 下亜友美 | 飯塚花笑 |                                      |
| 第3話  | 4月20日 | お弁当（卵焼き・タコさんウインナー）   | 上村奈帆 | 上村奈帆 |                                      |
| 第4話  | 4月27日 | カレー（さつまいも入り）               | 石橋夕帆 | 石橋夕帆 |                                      |
| 第5話  | 5月04日 | ラーメンチャーハン                     | 飯塚花笑 | 飯塚花笑 |                                      |
| 第6話  | 5月11日 | うどん（刻み柚子入り）                 | 上村奈帆 | 上村奈帆 |                                      |
| 第7話  | 5月18日 | クリスマスケーキ（生地はホットケーキ） | 石橋夕帆 | 石橋夕帆 |                                      |
| 第8話  | 5月25日 | -                                      | 飯塚花笑 | 飯塚花笑 |                                      |
| 第9話  | 6月01日 | 肉まん / おしるこ・甘酒                | 下亜友美 | 石橋夕帆 |                                      |
| 第10話 | 6月08日 | キムチートマト鍋                       | 下亜友美 | 石橋夕帆 | 本編の最終話                         |
| 第11話 | 6月15日 | BBQ（お肉の次はやきもちを焼く）        | 上村奈帆 | 上村奈帆 | スピンオフ（話数は本編から引き継ぎ） |

### 配信
| 配信開始月 | 配信サイト | 配信料金     | 備考           |
| ---------- | ---------- | ------------ | -------------- |
| 2023年4月  | TVer       | 広告付き無料 | 見逃し配信     |
| 2023年4月  | Lemino     | 定額制有料   | 見放題独占配信 |

### その他
- 本作の放送局であるBS-TBSのイベント「コラボ レトロ居酒屋 @ブランチパーク」（2023年3月24日〜4月7日開催）にて、劇中に登場する 山賊むすび （通称：ばくだんおにぎり）が販売された[29]。

| BS-TBS 木曜ドラマ23                                                       | BS-TBS 木曜ドラマ23                                                                | BS-TBS 木曜ドラマ23                         |
| 前番組                                                                    | 番組名                                                                             | 次番組                                      |
| ------------------------------------------------------------------------- | ---------------------------------------------------------------------------------- | ------------------------------------------- |
| #居酒屋新幹線 （2023年1月12日 - 3月30日） - ※地上波放送、CS放送の再放送。 | 僕らの食卓 （2023年4月6日 - 6月8日） ↓ 僕らの食卓 〜僕らの休日〜 （2023年6月15日） | 怪談新耳袋 暗黒 （2023年7月27日 - 9月14日） |